# Coryphaenoides anguliceps
Coryphaenoides anguliceps és una espècie de peix de la família dels macrúrids i de l'ordre dels gadiformes.

## Morfologia
- Els mascles poden assolir 50 cm de llargària total.[5][6]

## Alimentació
Menja crustacis bentònics i poliquets.

## Hàbitat
És un peix d'aigües profundes que viu entre 720-2400 m de fondària.

## Distribució geogràfica
Es troba des de la costa pacífica de Mèxic fins al Perú, incloent-hi les Illes Galápagos.